# Tirreno-Adriatico 2014
De 49e editie van de Tirreno-Adriatico was een wielerwedstrijd met de start op 12 maart 2014 vanuit Donoratico naar de finish op 18 maart 2014 op de San Benedetto del Tronto. De ronde maakte deel uit van de UCI World Tour 2014. De titelverdediger was de Italiaan Vincenzo Nibali. Dit jaar won de Spaanse klimmer Alberto Contador.

## Deelnemende ploegen
| 18 UCI World Tour-ploegen | 18 UCI World Tour-ploegen | 18 UCI World Tour-ploegen | 4 wildcards        |
| ------------------------- | ------------------------- | ------------------------- | ------------------ |
| AG2R La Mondiale          | FDJ.fr                    | Movistar                  | Bardiani CSF       |
| Astana                    | Garmin Sharp              | Omega Pharma-Quick-Step   | IAM Cycling        |
| Belkin                    | Giant-Shimano             | Orica-GreenEdge           | MTN-Qhubeka        |
| BMC Racing Team           | Lampre-Merida             | Sky ProCycling            | Team NetApp-Endura |
| Cannondale                | Lotto-Belisol             | Tinkoff-Saxo              |                    |
| Europcar                  | Katjoesja                 | Trek Factory Racing       |                    |
|                           |                           |                           |                    |

## Startlijst
Ag2r-La Mondiale
- 1.  Domenico Pozzovivo
- 2.  Davide Appollonio
- 3.  Damien Gaudin
- 4.  Patrick Gretsch
- 5.  Lloyd Mondory
- 6.  Matteo Montaguti
- 7.  Rinaldo Nocentini
- 8.  Jean-Christophe Péraud

Astana Pro Team
- 11.  Michele Scarponi
- 12.  Janez Brajkovič
- 13.  Andrij Hryvko
- 14.  Jacopo Guarnieri
- 15.  Maksim Iglinski
- 16.  Tanel Kangert
- 17.  Dmitri Groezdev
- 18.  Aleksej Loetsenko

Bardiani Valvole-CSF Inox
- 21.  Stefano Pirazzi
- 22.  Nicola Boem
- 23.  Enrico Battaglin
- 24.  Marco Coledan
- 25.  Marco Canola
- 26.  Sonny Colbrelli
- 27.  Nicola Ruffoni
- 28.  Filippo Fortin

Belkin Pro Cycling Team
- 31.  Robert Gesink
- 32.  Marc Goos
- 33.  Tom Leezer
- 34.  Bauke Mollema
- 35.  Bram Tankink
- 36.  Maarten Tjallingii
- 37.  Sep Vanmarcke
- 38.  Robert Wagner

BMC Racing Team
- 41.  Cadel Evans
- 42.  Danilo Wyss
- 43.  Philippe Gilbert
- 44.  Ben Hermans
- 45.  Steve Morabito
- 46.  Dominik Nerz
- 47.  Manuel Quinziato
- 48.  Michael Schär

Cannondale
- 51.  Ivan Basso
- 52.  Maciej Bodnar
- 53.  Oscar Gatto
- 54.  Kristijan Koren
- 55.  Paolo Longo Borghini
- 56.  Alan Marangoni
- 57.  Moreno Moser
- 58.  Peter Sagan

FDJ.fr
- 61.  Thibaut Pinot
- 62.  William Bonnet
- 63.  David Boucher
- 64.  Mickaël Delage
- 65.  Arnaud Démare
- 66.  Murilo Fischer
- 67.  Alexandre Geniez
- 68.  Yoann Offredo

Garmin-Sharp
- 71.  Thomas Dekker
- 72.  Jack Bauer
- 73.  Benjamin King
- 74.  Daniel Martin
- 75.  David Millar
- 76.  Nick Nuyens
- 77.  Andrew Talansky
- 78.  Johan Vansummeren

IAM Cycling
- 81.  Matthias Brändle
- 82.  Martin Elmiger
- 83.  Heinrich Haussler
- 84.  Dominic Klemme
- 85.  Roger Kluge
- 86.  Thomas Lövkvist
- 87.  Matteo Pelucchi
- 88.  Marcel Wyss

Lampre-Merida
- 91.  Christopher Horner
- 92.  Davide Cimolai
- 93.  Damiano Cunego
- 94.  Sacha Modolo
- 95.  Manuele Mori
- 96.  Filippo Pozzato
- 97.  Maximiliano Richeze
- 98.  Diego Ulissi

Lotto-Belisol
- 101.  André Greipel
- 102.  Bart De Clercq
- 103.  Jens Debusschere
- 104.  Adam Hansen
- 105.  Jürgen Roelandts
- 106.  Marcel Sieberg
- 107.  Jurgen Van den Broeck
- 108.  Frederik Willems

Movistar Team
- 111.  Nairo Quintana
- 112.  Andrey Amador
- 113.  Igor Antón
- 114.  Eros Capecchi
- 115.  Jonathan Castroviejo
- 116.  Alex Dowsett
- 117.  Beñat Intxausti
- 118.  Adriano Malori

MTN-Qhubeka
- 121.  Gerald Ciolek
- 122.  Ignatas Konovalovas
- 123.  Sergio Pardilla
- 124.  Kristian Sbaragli
- 125.  Andreas Stauff
- 126.  Jay Robert Thomson
- 127.  Daniel Teklehaimanot
- 128.  Jacobus Venter

Omega Pharma-Quick Step
- 131.  Rigoberto Urán
- 132.  Mark Cavendish
- 133.  Michał Kwiatkowski
- 134.  Tony Martin
- 135.  Alessandro Petacchi
- 136.  Wout Poels
- 137.  Mark Renshaw
- 138.  Matteo Trentin

Orica-GreenEDGE
- 141.  Ivan Santaromita
- 142.  Luke Durbridge
- 143.  Michael Hepburn
- 144.  Simon Clarke
- 145.  Cameron Meyer
- 146.  Jens Mouris
- 147.  Svein Tuft
- 148.  Daryl Impey

Team Europcar
- 151.  Pierre Rolland
- 152.  Yukiya Arashiro
- 153.  Tony Hurel
- 154.  Vincent Jérôme
- 155.  Davide Malacarne
- 156.  Alexandre Pichot
- 157.  Romain Sicard
- 158.  Björn Thurau

Team Giant-Shimano
- 161.  Marcel Kittel
- 162.  Nikias Arndt
- 163.  Roy Curvers
- 164.  Tom Dumoulin
- 165.  Simon Geschke
- 166.  Tobias Ludvigsson
- 167.  Tom Stamsnijder
- 168.  Tom Veelers

Team Katjoesja
- 171.  Maksim Belkov
- 172.  Giampaolo Caruso
- 173.  Vladimir Gusev
- 174.  Aleksandr Kolobnev
- 175.  Dmitri Kozontsjoek
- 176.  Daniel Moreno
- 177.  Luca Paolini
- 178.  Ángel Vicioso

Team Netapp-Endura
- 181.  Cesare Benedetti
- 182.  Sam Bennett
- 183.  Iker Camaño
- 184.  David de la Cruz
- 185.  Zakkari Dempster
- 186.  Bartosz Huzarski
- 187.  Tiago Machado
- 188.  Paul Voss

Sky Procycling
- 191.  Richie Porte
- 192.  Dario Cataldo
- 193.  Bernhard Eisel
- 194.  Peter Kennaugh
- 195.  Mikel Nieve
- 196.  Kanstantsin Siwtsow
- 197.  Ian Stannard
- 198.  Bradley Wiggins

Tinkoff-Saxo
- 201.  Alberto Contador
- 202.  Daniele Bennati
- 203.  Manuele Boaro
- 204.  Roman Kreuziger
- 205.  Sérgio Paulinho
- 206.  Michael Mørkøv
- 207.  Nicolas Roche
- 208.  Matteo Tosatto

Trek Factory Racing
- 211.  Fabian Cancellara
- 212.  Julián Arredondo
- 213.  Stijn Devolder
- 214.  Markel Irizar
- 215.  Robert Kišerlovski
- 216.  Jaroslav Popovytsj
- 217.  Hayden Roulston
- 218.  Jesse Sergent

## Etappe-overzicht
| etappe | datum    | start                    | finish                   | afstand       | winnaar                 | klassementsleider  |
| ------ | -------- | ------------------------ | ------------------------ | ------------- | ----------------------- | ------------------ |
| 1e     | 12 maart | Donoratico               | San Vincenzo             | 16,9 km (TTT) | Omega Pharma-Quick-Step | Mark Cavendish     |
| 2e     | 13 maart | San Vincenzo             | Cascina                  | 173 km        | Matteo Pelucchi         | Mark Cavendish     |
| 3e     | 14 maart | Cascina                  | Arezzo                   | 206 km        | Peter Sagan             | Michał Kwiatkowski |
| 4e     | 15 maart | Arezzo                   | Cittareale               | 237 km        | Alberto Contador        | Michał Kwiatkowski |
| 5e     | 16 maart | Amatrice                 | Guardiagrele             | 190 km        | Alberto Contador        | Alberto Contador   |
| 6e     | 17 maart | Bucchianico              | Porto Sant'Elpidio       | 187 km        | Mark Cavendish          | Alberto Contador   |
| 7e     | 18 maart | San Benedetto del Tronto | San Benedetto del Tronto | 9,2 km (ITT)  | Adriano Malori          | Alberto Contador   |

## Etappe-uitslagen

### 1e etappe
| Donoratico - San Vincenzo (16,9 km (TTT)) |                         |        |
| Plaats                                    | Ploeg                   | Tijd   |
|                                           | Omega Pharma-Quick-Step | 20'13" |
| 2                                         | Orica-GreenEdge         | + 11"  |
| 3                                         | Movistar                | + 18"  |
| 4                                         | Tinkoff-Saxo            | + 24"  |
| 5                                         | Cannondale              | + 26"  |
| 6                                         | Sky ProCycling          | + 27"  |
| 7                                         | Lotto-Belisol           | + 28"  |
| 8                                         | Trek Factory Racing     | + 36"  |
| 9                                         | Belkin Pro Cycling      | + 37"  |
| 10                                        | FDJ.fr                  | + 43"  |

| Algemeen klassement |                       |                         |        |
| Plaats              | Naam                  | Ploeg                   | Tijd   |
| Blauwe trui         | Mark Cavendish        | Omega Pharma-Quick-Step | 20'13" |
| 2                   | Michał Kwiatkowski    | Omega Pharma-Quick-Step | z.t.   |
| 3                   | Rigoberto Urán        | Omega Pharma-Quick-Step | z.t.   |
| 4                   | Mark Renshaw          | Omega Pharma-Quick-Step | z.t.   |
| 5                   | Wout Poels            | Omega Pharma-Quick-Step | z.t.   |
| 6                   | Alessandro Petacchi   | Omega Pharma-Quick-Step | + 2"   |
| 7                   | Tony Martin           | Omega Pharma-Quick-Step | + 3"   |
| 8                   | Daryl Impey           | Orica-GreenEdge         | + 11"  |
| 9                   | Simon Clarke          | Orica-GreenEdge         | z.t.   |
| 10                  | Luke Durbridge        | Orica-GreenEdge         | z.t.   |
|                     |                       |                         |        |
| 41                  | Jurgen Van den Broeck | Lotto-Belisol           | + 28"  |

### 2e etappe
| San Vincenzo - Cascina (173 km) |                   |                    |          |
| Plaats                          | Naam              | Ploeg              | Tijd     |
| Winnaar                         | Matteo Pelucchi   | IAM Cycling        | 3u56'12" |
| 2                               | Arnaud Démare     | FDJ.fr             | z.t.     |
| 3                               | André Greipel     | Lotto-Belisol      | z.t.     |
| 4                               | Sam Bennett       | Team NetApp-Endura | z.t.     |
| 5                               | Peter Sagan       | Cannondale         | z.t.     |
| 6                               | Davide Appollonio | AG2R-La Mondiale   | z.t.     |
| 7                               | Filippo Fortin    | Bardiani CSF       | z.t.     |
| 8                               | Sacha Modolo      | Lampre-Merida      | z.t.     |
| 9                               | Tony Hurel        | Team Europcar      | z.t.     |
| 10                              | Kristian Sbaragli | MTN-Qhubeka        | z.t.     |
|                                 |                   |                    |          |
| 16                              | Johan Vansummeren | Team Garmin-Sharp  | z.t.     |
| 19                              | Tom Veelers       | Giant-Shimano      | z.t.     |

| Algemeen klassement |                     |                         |          |
| Plaats              | Naam                | Ploeg                   | Tijd     |
| Blauwe trui         | Mark Cavendish      | Omega Pharma-Quick-Step | 4u16'25" |
| 2                   | Michał Kwiatkowski  | Omega Pharma-Quick-Step | z.t.     |
| 3                   | Rigoberto Urán      | Omega Pharma-Quick-Step | z.t.     |
| 4                   | Mark Renshaw        | Omega Pharma-Quick-Step | z.t.     |
| 5                   | Alessandro Petacchi | Omega Pharma-Quick-Step | +2"      |
| 6                   | Tony Martin         | Omega Pharma-Quick-Step | +3"      |
| 7                   | Simon Clarke        | Orica-GreenEdge         | +11"     |
| 8                   | Daryl Impey         | Orica-GreenEdge         | z.t.     |
| 9                   | Svein Tuft          | Orica-GreenEdge         | z.t.     |
| 10                  | Ivan Santaromita    | Orica-GreenEdge         | z.t.     |
|                     |                     |                         |          |
| 40                  | Jürgen Roelandts    | Lotto-Belisol           | +28"     |
| 51                  | Bauke Mollema       | Belkin Pro Cycling      | +37"     |

### 3e etappe
| Cascina - Arezzo (206 km) |                    |                         |          |
| Plaats                    | Naam               | Ploeg                   | Tijd     |
| Winnaar                   | Peter Sagan        | Cannondale              | 5u10'17" |
| 2                         | Michał Kwiatkowski | Omega Pharma-Quick-Step | z.t.     |
| 3                         | Simon Clarke       | Orica-GreenEdge         | z.t.     |
| 4                         | Philippe Gilbert   | BMC Racing Team         | z.t.     |
| 5                         | Daryl Impey        | Orica-GreenEdge         | z.t.     |
| 6                         | Daniele Bennati    | Tinkoff-Saxo            | z.t.     |
| 7                         | André Greipel      | Lotto-Belisol           | z.t.     |
| 8                         | Simon Geschke      | Giant-Shimano           | z.t.     |
| 9                         | Rinaldo Nocentini  | AG2R-La Mondiale        | +4"      |
| 10                        | Lloyd Mondory      | AG2R-La Mondiale        | z.t.     |
|                           |                    |                         |          |
| 21                        | Robert Gesink      | Belkin Pro Cycling      | +6"      |

| Algemeen klassement |                    |                         |          |
| Plaats              | Naam               | Ploeg                   | Tijd     |
| Blauwe trui         | Michał Kwiatkowski | Omega Pharma-Quick-Step | 9u26'36" |
| 2                   | Rigoberto Urán     | Omega Pharma-Quick-Step | +10"     |
| 3                   | Simon Clarke       | Orica-GreenEdge         | +13"     |
| 4                   | Tony Martin        | Omega Pharma-Quick-Step | +15"     |
| 5                   | Daryl Impey        | Orica-GreenEdge         | +17"     |
| 6                   | Peter Sagan        | Cannondale              | +22"     |
| 7                   | André Greipel      | Lotto-Belisol           | +30"     |
| 8                   | Daniele Bennati    | Tinkoff-Saxo            | z.t.     |
| 9                   | Luke Durbridge     | Orica-GreenEdge         | +31"     |
| 10                  | Cameron Meyer      | Orica-GreenEdge         | z.t.     |
|                     |                    |                         |          |
| 17                  | Jürgen Roelandts   | Lotto-Belisol           | +40"     |
| 29                  | Robert Gesink      | Belkin Pro Cycling      | +49"     |

### 4e etappe
| Arezzo - Cittareale (237 km) |                    |                         |          |
| Plaats                       | Naam               | Ploeg                   | Tijd     |
| Winnaar                      | Alberto Contador   | Tinkoff-Saxo            | 6u39'56" |
| 2                            | Nairo Quintana     | Movistar                | +1"      |
| 3                            | Daniel Moreno      | Katjoesja               | +5"      |
| 4                            | Roman Kreuziger    | Tinkoff-Saxo            | z.t.     |
| 5                            | Richie Porte       | Sky ProCycling          | z.t.     |
| 6                            | Michele Scarponi   | Astana                  | +8"      |
| 7                            | Michał Kwiatkowski | Omega Pharma-Quick-Step | +10"     |
| 8                            | Robert Kišerlovski | Trek Factory Racing     | +11"     |
| 9                            | Chris Horner       | Lampre-Merida           | z.t.     |
| 10                           | Giampaolo Caruso   | Katjoesja               | +17"     |
|                              |                    |                         |          |
| 11                           | Bart De Clercq     | Lotto-Belisol           | z.t.     |
| 20                           | Bauke Mollema      | Belkin Pro Cycling      | +34"     |

| Algemeen klassement |                    |                         |           |
| Plaats              | Naam               | Ploeg                   | Tijd      |
| Blauwe trui         | Michał Kwiatkowski | Omega Pharma-Quick-Step | 16u06'42" |
| 2                   | Alberto Contador   | Tinkoff-Saxo            | +16"      |
| 3                   | Nairo Quintana     | Movistar                | +23"      |
| 4                   | Richie Porte       | Sky ProCycling          | +34"      |
| 5                   | Rigoberto Urán     | Omega Pharma-Quick-Step | +38"      |
| 6                   | Roman Kreuziger    | Tinkoff-Saxo            | +39"      |
| 7                   | Robert Kišerlovski | Trek Factory Racing     | +49"      |
| 8                   | Moreno Moser       | Cannondale              | +1'01"    |
| 9                   | Mikel Nieve        | Sky ProCycling          | +1'02"    |
| 10                  | Julián Arredondo   | Trek Factory Racing     | +1'03"    |
|                     |                    |                         |           |
| 14                  | Bauke Mollema      | Belkin Pro Cycling      | +1'13"    |
| 17                  | Ben Hermans        | BMC Racing Team         | +1'22"    |

### 5e etappe
| Amatrice - Guardiagrele (190 km) |                        |                     |          |
| Plaats                           | Naam                   | Ploeg               | Tijd     |
| Winnaar                          | Alberto Contador       | Tinkoff-Saxo        | 4u54'42" |
| 2                                | Simon Geschke          | Giant-Shimano       | +6"      |
| 3                                | Benjamin King          | Team Garmin-Sharp   | +45"     |
| 4                                | Adam Hansen            | Lotto-Belisol       | +1'01"   |
| 5                                | Jean-Christophe Péraud | AG2R-La Mondiale    | +1'26"   |
| 6                                | Giampaolo Caruso       | Katjoesja           | +1'39"   |
| 7                                | Roman Kreuziger        | Tinkoff-Saxo        | +1'42"   |
| 8                                | Domenico Pozzovivo     | AG2R-La Mondiale    | z.t.     |
| 9                                | Julián Arredondo       | Trek Factory Racing | z.t.     |
| 10                               | Rinaldo Nocentini      | AG2R-La Mondiale    | z.t.     |
|                                  |                        |                     |          |
| 28                               | Ben Hermans            | BMC Racing Team     | +3'52"   |
| 35                               | Bauke Mollema          | Belkin Pro Cycling  | +5'06"   |

| Algemeen klassement |                        |                     |           |
| Plaats              | Naam                   | Ploeg               | Tijd      |
| Blauwe trui         | Alberto Contador       | Tinkoff-Saxo        | 21u01'30" |
| 2                   | Nairo Quintana         | Movistar            | +2'08"    |
| 3                   | Roman Kreuziger        | Tinkoff-Saxo        | +2'15"    |
| 4                   | Julián Arredondo       | Trek Factory Racing | +2'39"    |
| 5                   | Jean-Christophe Péraud | AG2R-La Mondiale    | +2'40"    |
| 6                   | Mikel Nieve            | Sky ProCycling      | +2'50"    |
| 7                   | Daniel Moreno          | Katjoesja           | +2'51"    |
| 8                   | Domenico Pozzovivo     | AG2R-La Mondiale    | +2'56"    |
| 9                   | Giampaolo Caruso       | Katjoesja           | +2'58"    |
| 10                  | Robert Kišerlovski     | Trek Factory Racing | +3'06"    |
|                     |                        |                     |           |
| 17                  | Ben Hermans            | BMC Racing Team     | +5'08"    |
| 21                  | Bauke Mollema          | Belkin Pro Cycling  | +6'13"    |

### 6e etappe
| Bucchianico - Porto Sant'Elpidio (187 km) |                     |                         |          |
| Plaats                                    | Naam                | Ploeg                   | Tijd     |
| Winnaar                                   | Mark Cavendish      | Omega Pharma-Quick-Step | 4u16'15" |
| 2                                         | Alessandro Petacchi | Omega Pharma-Quick-Step | z.t.     |
| 3                                         | Peter Sagan         | Cannondale              | z.t.     |
| 4                                         | Arnaud Démare       | FDJ.fr                  | z.t.     |
| 5                                         | Tony Hurel          | Team Europcar           | z.t.     |
| 6                                         | Robert Wagner       | Belkin Pro Cycling      | z.t.     |
| 7                                         | Kristian Sbaragli   | MTN-Qhubeka             | z.t.     |
| 8                                         | Bartosz Huzarski    | Team NetApp-Endura      | z.t.     |
| 9                                         | Mark Renshaw        | Omega Pharma-Quick-Step | z.t.     |
| 10                                        | Davide Appollonio   | AG2R-La Mondiale        | z.t.     |
|                                           |                     |                         |          |
| 36                                        | Bram Tankink        | Belkin Pro Cycling      | +6"      |
| 39                                        | Ben Hermans         | BMC Racing Team         | z.t.     |

| Algemeen klassement |                        |                     |           |
| Plaats              | Naam                   | Ploeg               | Tijd      |
| Blauwe trui         | Alberto Contador       | Tinkoff-Saxo        | 25u17'51" |
| 2                   | Nairo Quintana         | Movistar            | +2'08"    |
| 3                   | Roman Kreuziger        | Tinkoff-Saxo        | +2'15"    |
| 4                   | Julián Arredondo       | Trek Factory Racing | +2'39"    |
| 5                   | Jean-Christophe Péraud | AG2R-La Mondiale    | +2'40"    |
| 6                   | Mikel Nieve            | Sky ProCycling      | +2'50"    |
| 7                   | Daniel Moreno          | Katjoesja           | +2'51"    |
| 8                   | Domenico Pozzovivo     | AG2R-La Mondiale    | +2'56"    |
| 9                   | Giampaolo Caruso       | Katjoesja           | +2'58"    |
| 10                  | Robert Kišerlovski     | Trek Factory Racing | +3'06"    |
|                     |                        |                     |           |
| 16                  | Ben Hermans            | BMC Racing Team     | +5'08"    |
| 20                  | Bauke Mollema          | Belkin Pro Cycling  | +6'13"    |

### 7e etappe
| San Benedetto del Tronto - San Benedetto del Tronto (9,2 km (ITT)) |                    |                         |        |
| Plaats                                                             | Naam               | Ploeg                   | Tijd   |
| Winnaar                                                            | Adriano Malori     | Movistar                | 10'13" |
| 2                                                                  | Fabian Cancellara  | Trek Factory Racing     | +6"    |
| 3                                                                  | Bradley Wiggins    | Sky ProCycling          | +11"   |
| 4                                                                  | Tony Martin        | Omega Pharma-Quick-Step | +15"   |
| 5                                                                  | Tom Dumoulin       | Giant-Shimano           | +19"   |
| 6                                                                  | Alex Dowsett       | Movistar                | +20"   |
| 7                                                                  | Michał Kwiatkowski | Omega Pharma-Quick-Step | +22"   |
| 8                                                                  | Manuel Quinziato   | BMC Racing Team         | +23"   |
| 9                                                                  | Stijn Devolder     | Trek Factory Racing     | +24"   |
| 10                                                                 | Luke Durbridge     | Orica-GreenEdge         | 26"    |

## Eindklassementen
| Plaats      | Naam                   | Ploeg                   | Tijd      |
| ----------- | ---------------------- | ----------------------- | --------- |
| Blauwe trui | Alberto Contador       | Tinkoff-Saxo            | 25u28'45" |
| 2           | Nairo Quintana         | Movistar                | +2'05"    |
| 3           | Roman Kreuziger        | Tinkoff-Saxo            | +2'14"    |
| 4           | Jean-Christophe Péraud | AG2R-La Mondiale        | +2'39"    |
| 5           | Julián Arredondo       | Trek Factory Racing     | +2'54"    |
| 6           | Domenico Pozzovivo     | AG2R-La Mondiale        | +3'04"    |
| 7           | Robert Kišerlovski     | Trek Factory Racing     | +3'09"    |
| 8           | Daniel Moreno          | Katjoesja               | +3'16"    |
| 9           | Michele Scarponi       | Astana                  | z.t.      |
| 10          | Mikel Nieve            | Sky ProCycling          | +3'19"    |
| 11          | Diego Ulissi           | Lampre-Merida           | +3'32"    |
| 12          | Rinaldo Nocentini      | AG2R-La Mondiale        | +3'37"    |
| 13          | Giampaolo Caruso       | Katjoesja               | +3'47"    |
| 14          | Alexandre Geniez       | FDJ.fr                  | +4'10"    |
| 15          | Bartosz Huzarski       | Team NetApp-Endura      | +4'18"    |
| 16          | Ben Hermans            | BMC Racing Team         | +5'24"    |
| 17          | Andrew Talansky        | Team Garmin-Sharp       | +5'36"    |
| 18          | Michał Kwiatkowski     | Omega Pharma-Quick-Step | +5'38"    |
| 19          | Dominik Nerz           | BMC Racing Team         | +6'34"    |
| 20          | Ivan Santaromita       | Orica-GreenEdge         | +6'44"    |
|             |                        |                         |           |
| 22          | Bauke Mollema          | Belkin Pro Cycling      | +6'50"    |

| Plaats    | Naam             | Ploeg           | Punten |
| --------- | ---------------- | --------------- | ------ |
| Rode trui | Peter Sagan      | Cannondale      | 26     |
| 2         | Alberto Contador | Tinkoff-Saxo    | 24     |
| 3         | Matthias Brändle | IAM Cycling     | 20     |
|           |                  |                 |        |
| 24        | Philippe Gilbert | BMC Racing Team | 7      |
| 32        | Tom Dumoulin     | Giant-Shimano   | 6      |

| Plaats      | Naam             | Ploeg          | Punten |
| ----------- | ---------------- | -------------- | ------ |
| Groene trui | Marco Canola     | Bardiani CSF   | 25     |
| 2           | Alberto Contador | Tinkoff-Saxo   | 11     |
| 3           | Peter Kennaugh   | Sky ProCycling | 10     |

| Plaats     | Naam               | Ploeg                   | Punten    |
| ---------- | ------------------ | ----------------------- | --------- |
| Witte trui | Nairo Quintana     | Movistar                | 25u30'50" |
| 2          | Diego Ulissi       | Lampre-Merida           | +1'27"    |
| 3          | Michał Kwiatkowski | Omega Pharma-Quick-Step | +3'33"    |
|            |                    |                         |           |
| 10         | Marc Goos          | Belkin Pro Cycling      | +35'10"   |

## Klassementenverloop
| Etappe       | Winnaar                 | Algemeen klassement · | Puntenklassement · | Bergklassement · | Jongerenklassement · | Ploegenklassement ·     |
| ------------ | ----------------------- | --------------------- | ------------------ | ---------------- | -------------------- | ----------------------- |
| 1            | Omega Pharma-Quick-Step | Mark Cavendish        | niet uitgereikt    | niet uitgereikt  | Michał Kwiatkowski   | Omega Pharma-Quick-Step |
| 2            | Matteo Pelucchi         | Mark Cavendish        | Matteo Pelucchi    | Marco Canola     | Michał Kwiatkowski   | Omega Pharma-Quick-Step |
| 3            | Peter Sagan             | Michał Kwiatkowski    | Peter Sagan        | Marco Canola     | Michał Kwiatkowski   | Omega Pharma-Quick-Step |
| 4            | Alberto Contador        | Michał Kwiatkowski    | Peter Sagan        | Marco Canola     | Michał Kwiatkowski   | AG2R-La Mondiale        |
| 5            | Alberto Contador        | Alberto Contador      | Alberto Contador   | Marco Canola     | Nairo Quintana       | AG2R-La Mondiale        |
| 6            | Mark Cavendish          | Alberto Contador      | Peter Sagan        | Marco Canola     | Nairo Quintana       | AG2R-La Mondiale        |
| 7            | Adriano Malori          | Alberto Contador      | Peter Sagan        | Marco Canola     | Nairo Quintana       | AG2R-La Mondiale        |
| 0Eindstanden | 0Eindstanden            | Alberto Contador      | Peter Sagan        | Marco Canola     | Nairo Quintana       | AG2R-La Mondiale        |

1966 · 1967 · 1968 · 1969 · 1970 · 1971 · 1972 · 1973 · 1974 · 1975 · 1976 · 1977 · 1978 · 1979 · 1980 · 1981 · 1982 · 1983 · 1984 · 1985 · 1986 · 1987 · 1988 · 1989 · 1990 · 1991 · 1992 · 1993 · 1994 · 1995 · 1996 · 1997 · 1998 · 1999 · 2000 · 2001 · 2002 · 2003 · 2004 · 2005 · 2006 · 2007 · 2008 · 2009 · 2010 · 2011 · 2012 · 2013 · 2014 · 2015 · 2016 · 2017 · 2018 · 2019 · 2020 · 2021 · 2022 · 2023 · 2024· 2025
 Tour Down Under · 
 Parijs-Nice · 
 Tirreno-Adriatico · 
 Milaan-San Remo · 
 Ronde van Catalonië · 
 E3 Harelbeke · 
 Gent-Wevelgem · 
 Ronde van Vlaanderen · 
 Ronde van het Baskenland · 
 Parijs-Roubaix · 
 Amstel Gold Race · 
 Waalse Pijl · 
 Luik-Bastenaken-Luik · 
 Ronde van Romandië · 
 Ronde van Italië · 
 Critérium du Dauphiné · 
 Ronde van Zwitserland · 
 Ronde van Frankrijk · 
 Clásica San Sebastián · 
 Ronde van Polen · 
  Eneco Tour · 
 Ronde van Spanje · 
 Vattenfall Cyclassics · 
 GP Ouest France-Plouay · 
 Grote Prijs van Quebec · 
 Grote Prijs van Montreal · 
 UCI Ploegentijdrit · 
 Ronde van Lombardije · 
 Ronde van Peking